# Conus devorsinei
Espèce
Conus devorsinei est une espèce de mollusques gastéropodes marins de la famille des Conidae.
Comme toutes les espèces du genre Conus, ces escargots sont prédateurs et venimeux. Ils sont capables de « piquer » les humains et doivent donc être manipulés avec précaution, voire pas du tout.

## Description
La longueur de la coquille varie entre 29 mm et 37 mm.

## Distribution
Cette espèce marine d'escargot conique est endémique d'Australie et se trouve au large du Queensland.

## Taxonomie

### Publication originale
L'espèce Conus devorsinei a été décrite pour la première fois en 2015 par les malacologistes américains Edward James Petuch (d), David Berschauer et Andre Poremski dans la publication intitulée « The Festivus »,.

### Synonymes
- Conus (Tesselliconus) devorsinei (Petuch, Berschauer & Poremski, 2015) · appellation alternative
- Tesselliconus devorsinei Petuch, Berschauer & Poremski, 2015 · non accepté (protonyme)

## Identifiants taxonomiques
Chaque taxon catalogué par les bases de données biologiques et taxonomiques possède un identifiant qui permet d'établir un point de référence. Les identifiants de Conus devorsinei dans les principales bases sont les suivants :
CoL : 5ZXPS - WoRMS : 866554